# Linda Pétursdóttir
Linda Pétursdóttir (* 27. Dezember 1969 in Húsavík) ist eine isländische Schönheitskönigin. Sie gewann im Jahr 1988 die Wahl zur Miss Island, zur Miss World Europe und zur Miss World.

## Werdegang
Im Jahr 1988 nahm Linda Pétursdóttir, welche als Bodybuilderin aktiv war, an der Wahl zur Miss Island teil und wurde am 23. Mai 1988 zur Siegerin gekürt. Daraufhin nahm sie an der Wahl zur Miss World teil und wurde dort nicht nur zur Miss World Europe, sondern am 17. November 1988 in der Royal Albert Hall auch zur Miss World gekürt. Nach Hólmfríður Karlsdóttir, welche drei Jahre zuvor zur Miss World 1985 gekürt wurde, war sie die zweite Titelträgerin aus Island.
Nach ihrem Sieg eröffnet sie ein Spa namens Baðhúsið, welches sie mehr als 20 Jahre lang betrieb. Am 10. Dezember 2014 musste sie die Schließung von Baðhúsið bekannt geben. Gemeinsam mit Reynir Traustason veröffentlichte sie im Jahr 2003 ihre Biografie Linda – ljós & skuggar (wörtliche Übersetzung: „Linda – Licht und Schatten“).